# 贡山弓鱼
贡山弓鱼（学名：Racoma gongshanensis）为鲤科弓鱼属的鱼类，俗名贡山裂腹鱼，是中国的特有物种。分布于怒江上游等。其种加词“gongshanensis”意为“云南贡山的”。